# Hardya
Hardya  (лат.) — род цикадок из отряда Полужесткокрылых. 

## Описание
Цикадки размером 5-6 мм средних пропорций, переход лица в темя сглаженный. В СССР 10 видов.  
- Hardya alpina Wagner, 1955
- Hardya anatolica Zachvatkin, 1946
- Hardya melanopsis (Hardy, 1850) — Палеарктика
- Hardya signifer (Then, 1897)
- Hardya tenuis (Germar, 1821)